# Gare de Barcelone-Passeig de Gràcia
Ne doit pas être confondu avec Passeig de Gràcia (métro de Barcelone) ou Gràcia (métro de Barcelone).
La gare de Barcelone-Passeig de Gràcia est une gare ferroviaire espagnole des lignes de Barcelone-Sants à Barcelone-França (260) et de Madrid-Chamartín-Clara Campoamor à Barcelone-França (200) située sous le Passeig de Gràcia, sur le territoire de la commune de Barcelone, dans la comarque de Barcelonès, dans la province de Barcelone, en Catalogne.
Elle est mise en service en 1902.
C'est une gare d'Administrador de infraestructuras ferroviarias (ADIF), desservie par les trains des lignes R2, R11, R13, R14, R15, R16, R17 de Rodalies de Catalunya et Media Distancia de Renfe.

## Situation ferroviaire
Établie à 22 mètres d'altitude, la gare de Barcelone-Passeig de Gràcia est située au point kilométrique (PK) 101,269 de la ligne de Barcelone-Sants à Barcelone-França,.
Elle est également située au PK 679,900, de la ligne de Madrid-Chamartín-Clara Campoamor à Barcelone-França.

## Histoire

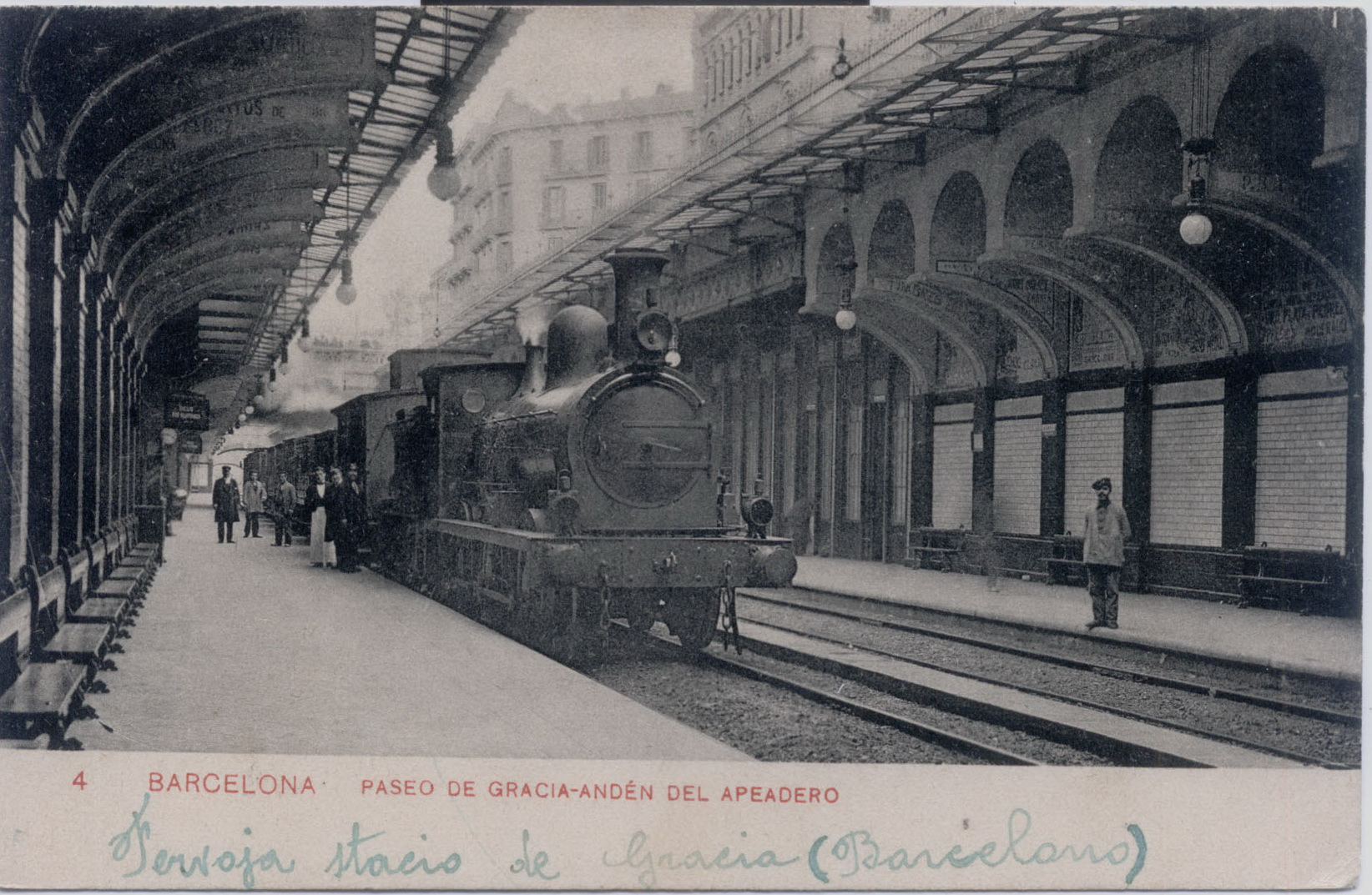
L'arrêt au début des années 1900.

La halte de Passeig de Gràcia a été mise en service en 1902. À cette époque, la ligne était en tranchée, à la surface, et longeait la rue Aragó.
Elle disposait d'un édicule dû à l'architecte Salvador Soteras i Taberner (1864-1925), un deuxième édicule est construit au-dessus de la gare au croisement de la rue d'Aragon et de la rue Pau Claris, son inauguration a lieu le 1er janvier 1923. 
En 1960, la tranchée de la ligne est couverte, ce qui entraîne la démolition de la partie supérieure de l'édicule,,.
En 1990, le hall et les accès ont été rénovés.
Enfin, en 2014, la gare est rendue accessible aux personnes à mobilité réduite et les quais et le hall sont modernisés.

## Fréquentation
En 2016, la fréquentation annuelle de la gare était de 6 448 000 voyageurs.

## Service des voyageurs

### Accueil
Gare souterraine dont l'entrée principale est une bouche située au sommet du Passeig de Gràcia, quatre autres bouches sont pour la gare des accès secondaires communs avec le métro.

### Desserte
Barcelone-Passeig de Gràcia est desservie par trois lignes de trains de banlieue, six lignes régionales et une ligne inter-régionale.

Installations et dessertes
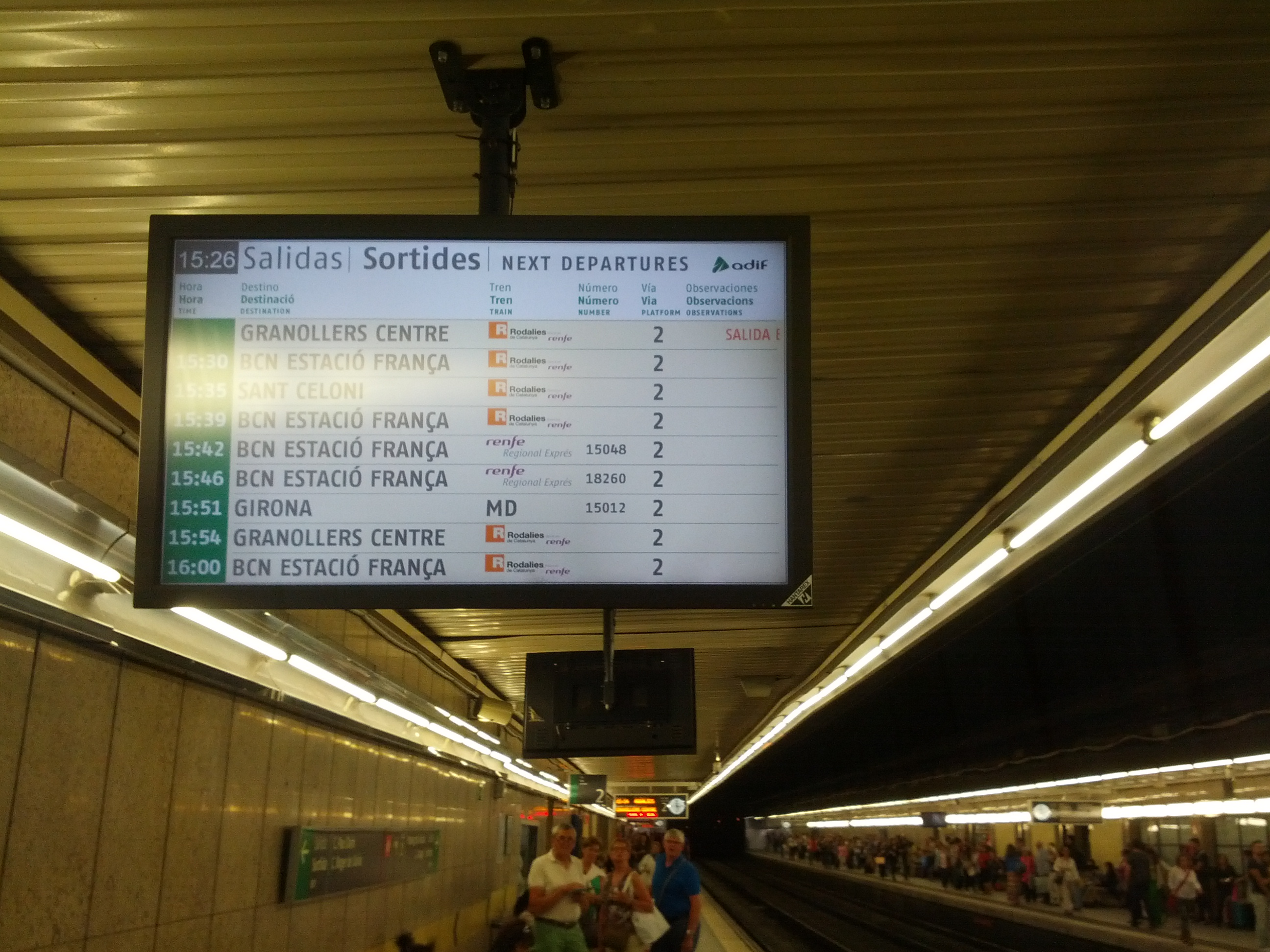
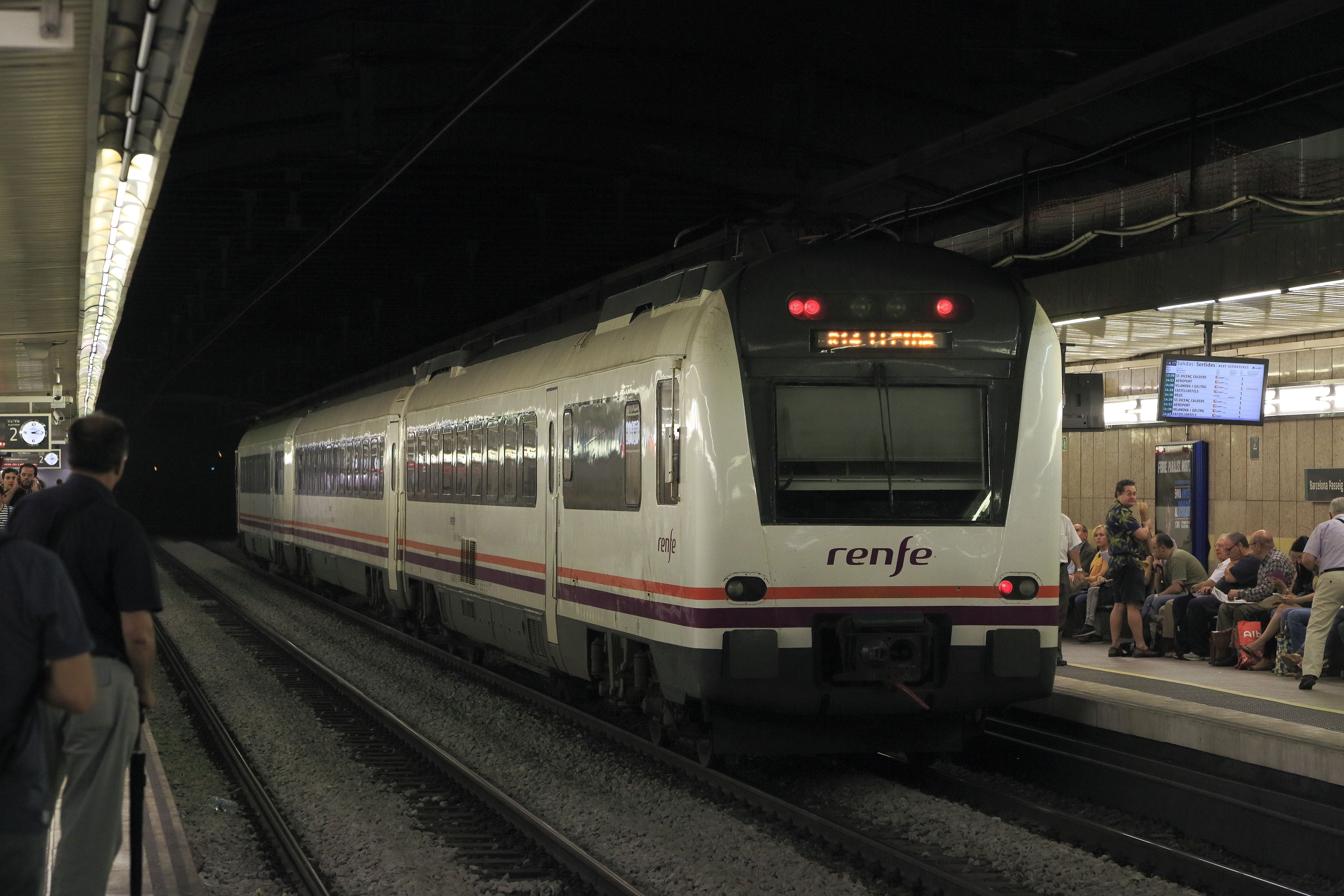
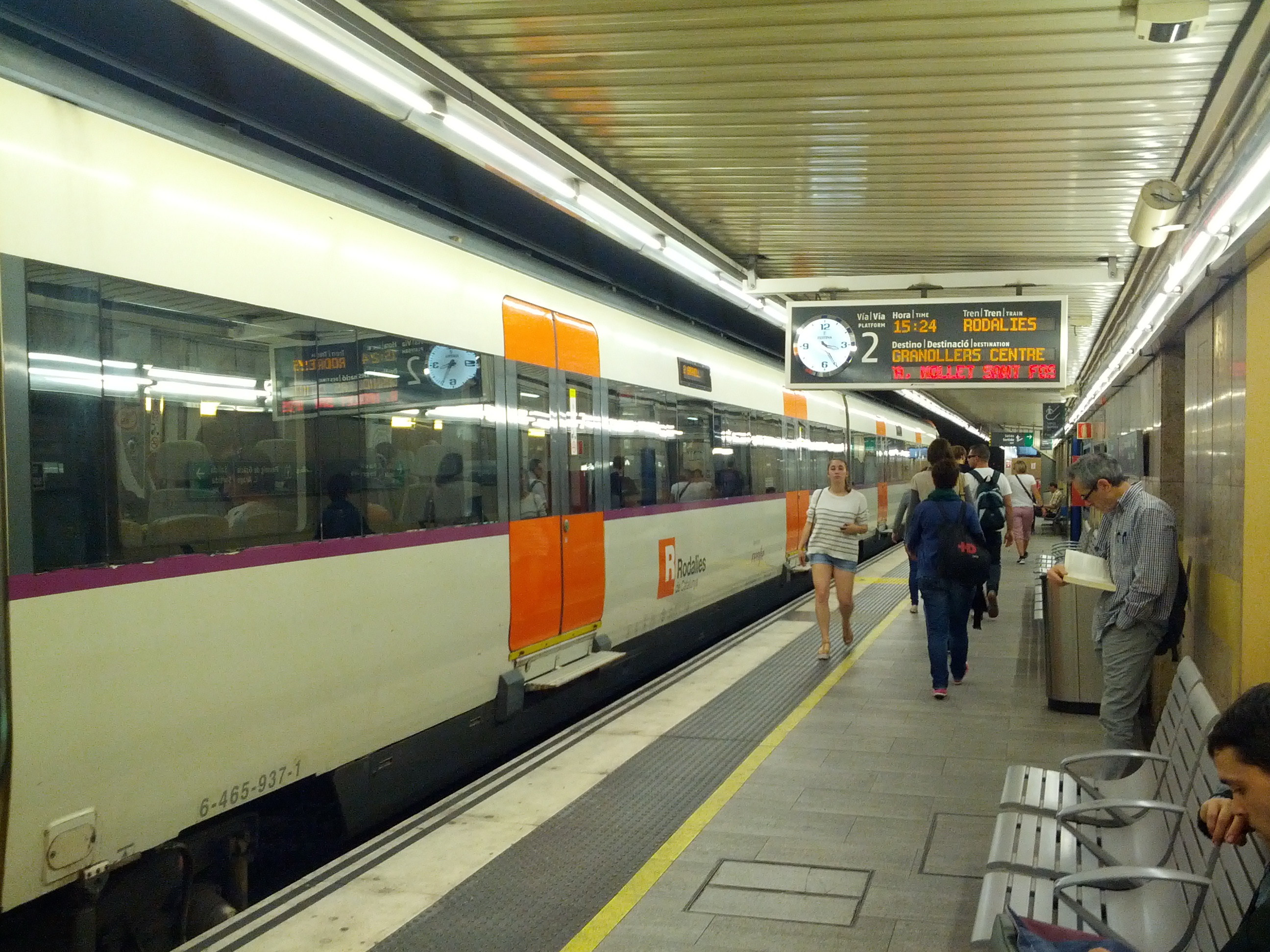

### Intermodalité
Elle est en correspondance directe, par des corridors souterrains avec la station du métro Passeig de Gràcia, desservie par les lignes 2, 3 et 4 du métro de Barcelone.